# Praxair
Praxair, Inc. (NYSE:PX]) fue la primera empresa proveedora de gases industriales en América del Norte y del Sur y una de las mayores del mundo.
La empresa proporcionaba gases atmosféricos y procesados, además de recubrimientos de alto rendimiento y servicios relacionados con un amplio espectro de clientes entre los que se incluyen, principalmente, las industrias del metal, médica, alimenticias, enérgicas, aeroespaciales, químicas, electrónicas, etc.
Praxair operó en más de 30 países y es titular de aproximadamente 3000 patentes. Praxair fue fusionada con la empresa Linde generando la empresa Linde plc.

## Historia
Con sede en Danbury, Connecticut (Estados Unidos) y fundada en 1907, fue la primera empresa en comercializar oxígeno separado criogénicamente.
Praxair, fundada en 1907, fue una de las primeras compañías en producir oxígeno y nitrógeno, por separación del aire, a escala industrial. Praxair perfeccionó el proceso de licuación del aire, a muy baja temperatura, para extraer nitrógeno, oxígeno, argón y gases raros como neón, criptón y xenón. Más adelante vendrían las técnicas de recuperación de oxígeno, helio y otros gases a partir del gas natural y de algunos procesos químicos.
Praxair fue una referencia tecnológica y un líder mundial en gases industriales. Fue la primera empresa de esta actividad en América del Norte y del Sur y el primer fabricante y proveedor de dióxido de carbono del mundo, gracias a la adquisición de Liquid Carbonic en 1996. Praxair fabricó gases pero también ha desarrollado y comercializado un importante número de aplicaciones muy diversas de estos gases, que han sido decisivas para el crecimiento de muchas Industrias - desde el Acero hasta la Alimentación - desde las Bebidas hasta la Electrónica, e incluso el empleo de gases atmosféricos para la Medicina, mejorando así la esperanza de vida.
La compañía introdujo el primer sistema de distribución de gas licuado en 1917 y desarrolló el suministro de gas hacia finales de la Segunda Guerra Mundial. En la década de 1960, Praxair introdujo la separación de aire no-criogénico y ha seguido introduciendo tecnologías de aplicaciones innovadoras para diferentes industrias. La empresa estuvo presente en diferentes lugares del mundo. Con exclusión de Australia, estuvo presente en casi todos los continentes. En Brasil se conoció como White Martins. En China y en India fue el mayor fabricante de gases industriales presente. Praxair está también bien establecido en Europa, teniendo presencia en España, Portugal, Bélgica, Francia, Holanda, Italia, Alemania, países nórdicos y Rusia. El nombre Praxair fue adoptado de la palabra griega "Praxis", o aplicación, práctica y "aire", su principal materia prima.
Praxair produjo miles de toneladas de gases dirigidos a numerosos clientes en más de 40 países, pero también fue una referencia en la producción y la distribución de materiales y revestimientos de gran resistencia al desgaste, que en muchos casos son aplicados con gases industriales. Son productos importantes para la Industria Aeroespacial, la Edición y otras Industrias.
En mayo de 2017, Linde y Praxair llegaron a un acuerdo para generar una fusión por un valor de $ 75 mil millones. A principios de junio, ambas empresas acordaron la fusión. En marzo de 2019 Linde y Praxair informa de la nueva empresa, "new Linde" (Linde plc).

## Registro ambiental
Praxair realiza sus actividades empresariales de manera responsable protegiendo la salud y la seguridad de sus empleados, clientes, público y medio ambiente.
Praxair recibió dos premios de la Asociación de Gas comprimido (CGA) por su sobresaliente desempeño ambiental. En la categoría de prevención de la contaminación, Praxair recibió un premio de reconocimiento ambiental por su programa de "Go green". Praxair también ha recibido un premio en la categoría de liderazgo ambiental por el éxito de las medidas adoptadas en apoyo del programa de liderazgo ambiental de México.

## Productos
Praxair está especializada en producir gases y revestimientos para satisfacer las necesidades de cualquier tipo de clientes.
Los gases atmosféricos y raros se producen purificando, comprimiendo, enfriando, destilando y condensando aire en procesos sofisticados para extraer nitrógeno, oxígeno, argón, y gases raros (neón, kriptón, y xenón).
Otros gases como el hidrógeno, helio, dióxido de carbono, monóxido de carbono, gases de síntesis, acetileno y gases especiales se extraen a partir del gas natural o de diversos procesos químicos.
Además, son productos primarios de Praxair, las tecnologías de aplicaciones que ayudan a los clientes a aumentar la productividad y el rendimiento, reduciendo el consumo de energía y mejorando el rendimiento ambiental.
La compañía también diseña y construye sistemas de distribución criogénica y no-criogénica.